# Дамериус-Кёнен, Эмми
Эмми Даме́риус-Кёнен (нем. Emmy Damerius-Koenen, урожд. Ца́дах (Zadach); 15 марта 1903, Берлин — 21 мая 1987, Восточный Берлин) — немецкий политический деятель, активистка женского движения, журналистка, член Коммунистической партии Германии.

## Биография
В берлинской рабочей семье, где родилась Эмми, было четверо детей. Эмми окончила народную школу и два с половиной года обучалась в вечерней коммерческой школе. Работала в типографии и нескольких издательствах. До 1923 года участвовала в работе экологических и пацифистских организаций. В 1923 году вступила в Коммунистический союз молодёжи Германии, а в 1924 году — в Коммунистическую партию Германии. В 1922—1927 годах состояла в браке с режиссёром Гельмутом Дамериусом, их общий ребёнок умер в раннем возрасте.
До 1934 года Эмми Дамериус работала преимущественно на общественных началах в окружном управлении КПГ в Берлине и Бранденбурге, руководила отделом по вопросам женщин. С 1933 года находилась на нелегальном положении. В 1934 году Дамериус работала в женском секретариате Коммунистического интернационала, в 1935—1936 годах обучалась в Коммунистическом университете национальных меньшинств Запада в Москве под псевдонимом Эмми Дублин. После роспуска университета в 1936 году работала в руководстве КПГ в Праге, Цюрихе и Париже. С пражского периода состояла в фактическом браке с Вильгельмом Кёненом. В январе 1939 года эмигрировала в Англию. Работала в Лондоне, в 1943 году вошла в состав учредителей Свободного немецкого движения в Лондоне. В 1944 году выступила одним из инициаторов создания в нём женской комиссии. В 1940—1941 годах была интернирована на остров Мэн.
В декабре 1945 года вместе с Вильгельмом Кёненом вернулась в Германию. Работала редактором в Галле и Дрездене, занималась созданием женских комитетов на муниципальном уровне. С 1946 года являлась вторым председателем Женского комитета земли Саксония.
Эмми Дамериус-Кёнен сыграла решающую роль в работе подготовительного комитета Демократического женского союза Германии. На Германском женском конгрессе за мир, состоявшемся 7—9 марта 1947 года в берлинском Адмиралспаласте и ставшем учредительным съездом ДЖСГ, Эмми Дамериус-Кёнен выступила с основным докладом по международным вопросам и была избрана одним из четырёх заместителей председателя новой женской организации. В апреле 1948 года Эмми Дамериус-Кёнен была избрана председателем Демократического женского союза Германии. Накопленный опыт международной работы способствовал международному признанию возглавляемой Дамериус-Кёнен женской организации и включению её в Международную демократическую федерацию женщин.
После принятия в 1949 году решения СЕПГ в отношении западных эмигрантов и в результате внутреннего конфликта с женским секретариатом СЕПГ под руководством Элли Шмидт и Кете Керн Эмми Дамериус-Кёнен была вынуждена оставить свой пост в ДЖСГ.
После продолжительной болезни Эмми Дамериус-Кёнен в 1950—1958 годах работала редактором, руководителем отдела кадров и заместителем шеф-редактора в берлинском издательстве Verlag Die Wirtschaft. После 1958 года Дамериус-Кёнен работала свободным журналистом и помогала мужу. Эмми Кёнен является автором многочисленных статей в женской прессе Советской зоны оккупации Германии и мемуаров, связанных с историей СЕПГ и ДЖСГ.
Эмми Дамериус-Кёнен похоронена в Мемориале социалистов на Центральном кладбище Фридрихсфельде в Берлине.